# Oxalis bisecta
Oxalis bisecta là một loài thực vật có hoa trong họ Chua me đất. Loài này được Norlind mô tả khoa học đầu tiên năm 1915.